# Mount Macklin, Antarktis
Mount Macklin är ett berg i Antarktis. Det ligger i Östantarktis. Australien gör anspråk på området. Toppen på Mount Macklin är 1 960 meter över havet.
Terrängen runt Mount Macklin är huvudsakligen en högslätt. Trakten är obefolkad. Det finns inga samhällen i närheten.